# Nicarágua nos Jogos Olímpicos
A Nicarágua participou pela primeira vez dos Jogos Olímpicos em 1968, e tem enviado atletas para competirem em todas as edições dos Jogos Olímpicos de Verão desde então, exceto quando boicotou os Jogos de 1988 em apoio à Coreia do Norte. A nação nunca participou dos Jogos Olímpicos de Inverno.
Até 2008, nenhum atleta da Nicarágua ganhou uma medalha Olímpica,embora o time de beisebol terminou em quarto lugar nas Olimpíadas de Verão de 1996.
O Comitê Olímpico Nacional da Nicarágua foi criado em 1959 e reconhecido pelo COI no mesmo ano.